# Rendelstein

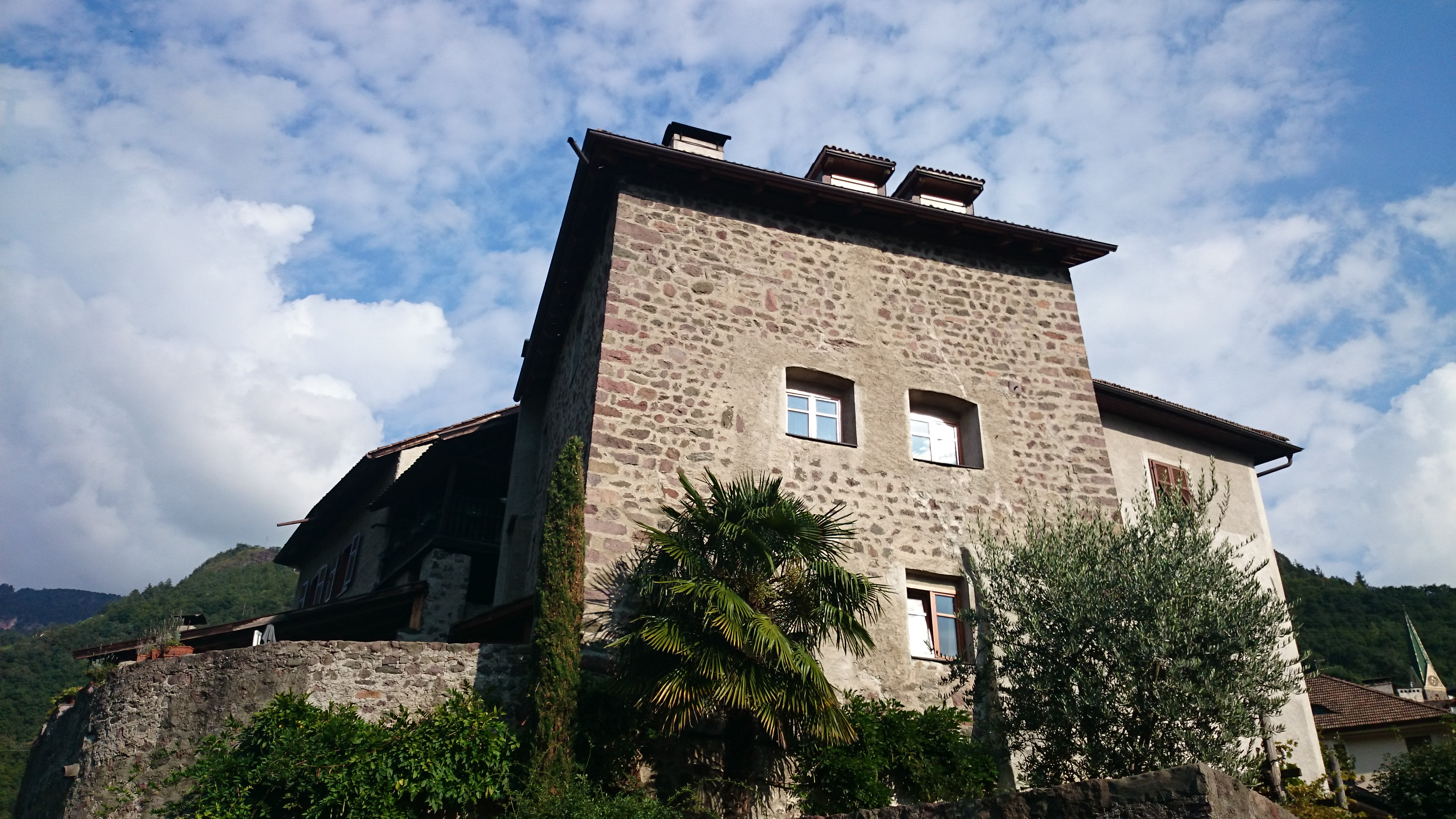
Der alte Baubestand von Südwesten

Rendelstein (auch „Gschlössl“ genannt) ist ein seit 1953 denkmalgeschütztes Gebäude im Bozner Stadtteil St. Anton in Südtirol.
Die Burg Rendelstein entstand in der zweiten Hälfte des 13. Jahrhunderts als befestigter Wohnturm im Umfeld der Burg Runkelstein nahe der Talfer an der Straße vom Sarntal nach Bozen. Ersturkundlich erwähnt wurde sie um 1278 als „Rennilstein“ im Urbar von Stift Neustift bei Brixen. Die darauf sitzenden Ministerialen sind urkundlich erstmals 1294 mit Schwiker von „Renlistein“ fassbar. 1306 wird ein Kunzlin von „Reinlistain“ mit Burg und Turm Rendelstein vom Stift Neustift belehnt. Über Jahrhunderte war die Burg – meist mit dem benachbarten Ansitz Klebenstein – in wechselndem adeligen Besitz, im 14. Jahrhundert gehörte sie etwa der Familie Vintler, später den Hueppher und den Grafen Troyer. Das heutige, eher unscheinbare Aussehen bekam das Gebäude erst in jüngerer Zeit. Nach einem Brand wurde der Turm 1859 unter seinem Besitzer Franz Anton von Kofler, dem Präsidenten der Bozner Handelskammer, abgetragen und der ganze Bau unter ein einheitliches Dach gebracht. Vom Beginn des 20. Jahrhunderts stammt ein Zubau an der Ostseite. Neben einem quadergerahmten Rundbogentor weisen vor allem das romanische Sichtmauerwerk und Teile des ehemaligen Burghofes auf die einstige Burg Rendelstein hin. 
Im Trakt des ehemaligen Gasthauses Gschlössl befindet sich jetzt der Waldorfkindergarten. 

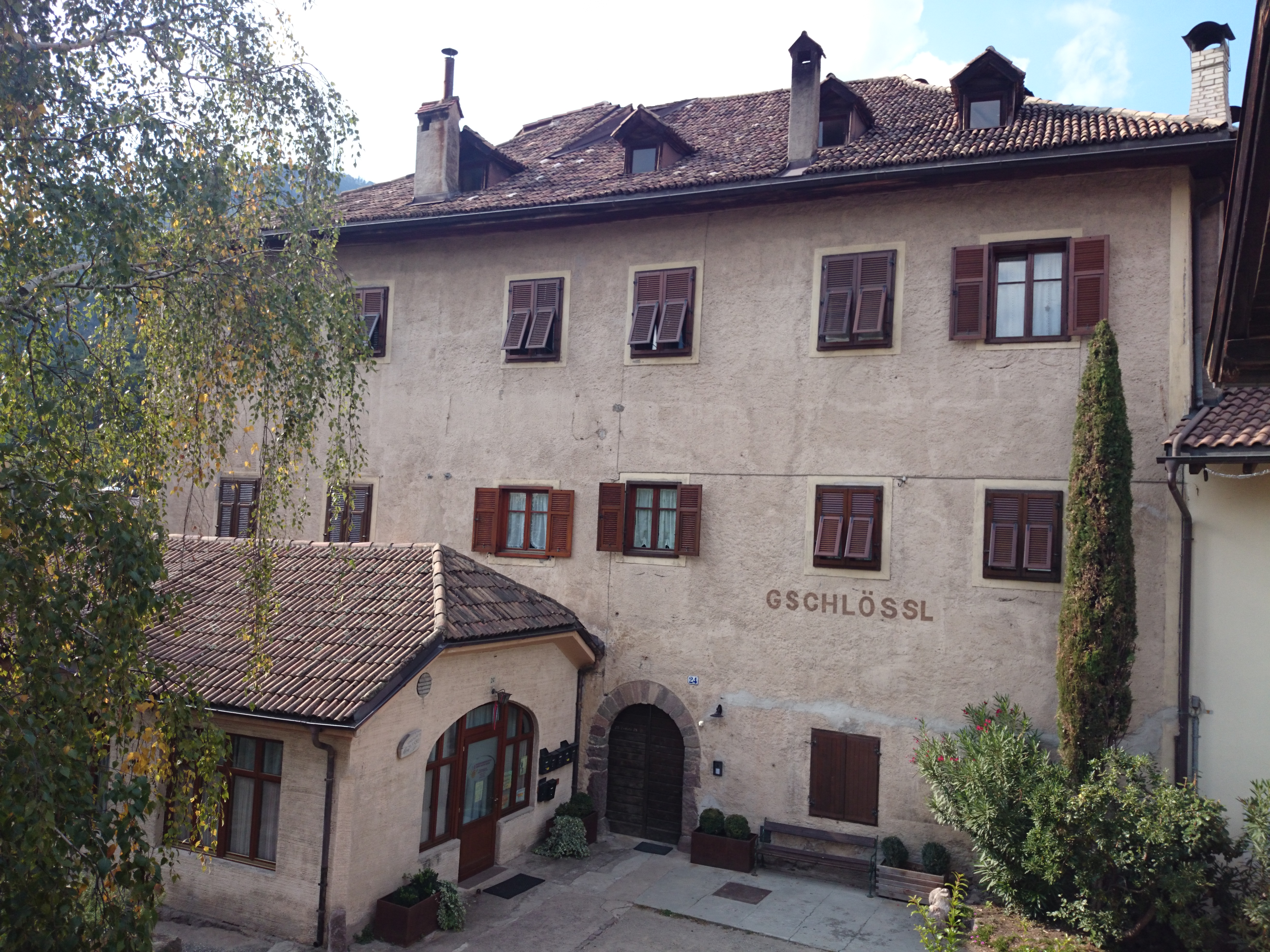
Rendelstein von Osten
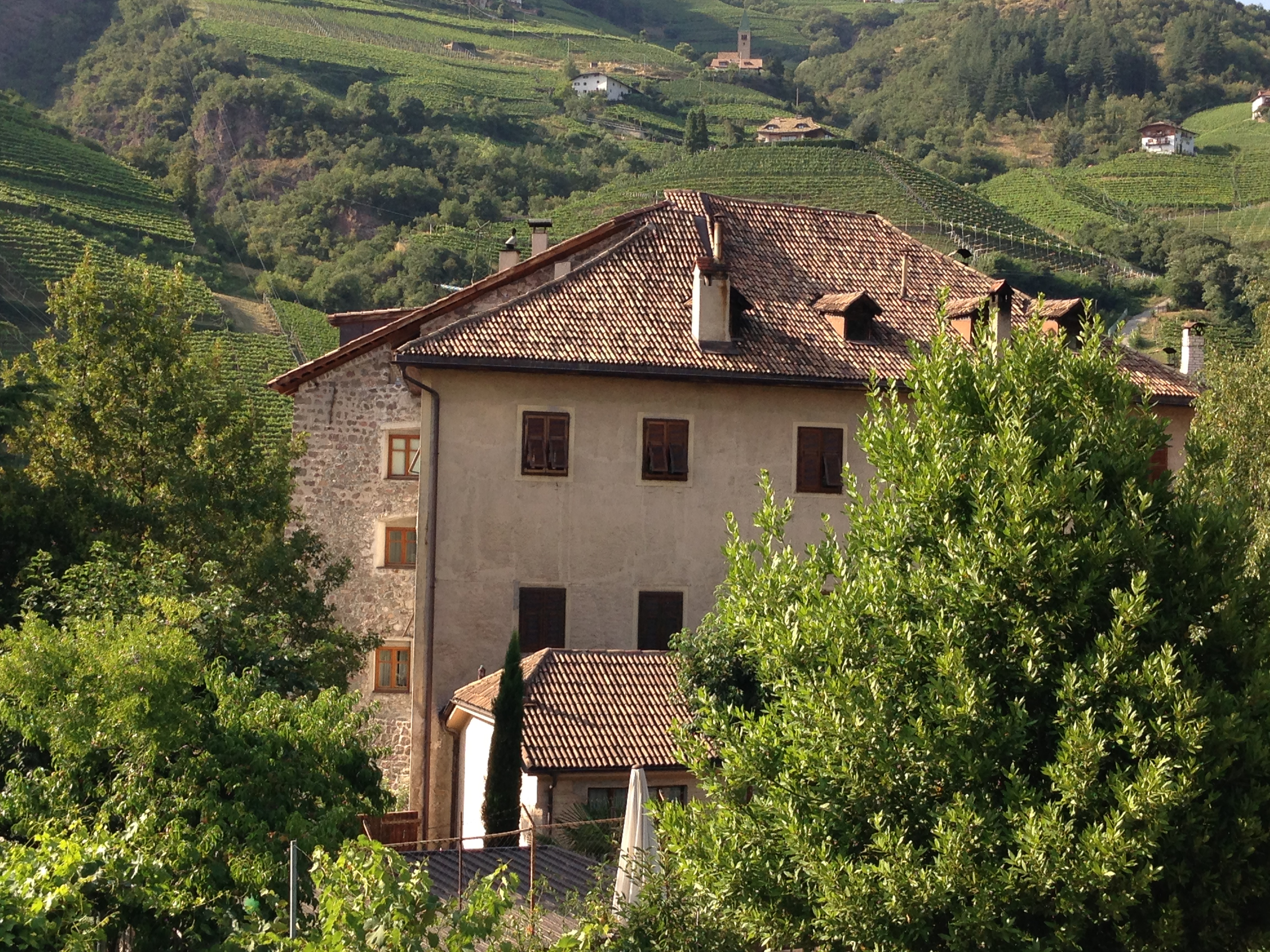
Rendelstein von Süden